# مافیا (فیلم ۱۹۹۶)
«مافیا» (انگلیسی: Mafia) فیلمی در ژانر اکشن است که در سال ۱۹۹۶ منتشر شد. از بازیگران آن می‌توان به دهر مندرا اشاره کرد.
این فیلم در ایران توسط مؤسسه جهان تصویر دوبله و پخش شده‌است.